# Nowe Karwno
Nowe Karwno (dodatkowa nazwa w j. kaszub. Nowé Karwno; niem. Neu Karwen) – osada kaszubska w Polsce, położona w województwie pomorskim, w powiecie bytowskim, w gminie Czarna Dąbrówka.
W latach 1975–1998 osada administracyjnie należała do województwa słupskiego.